# Calle Compás de la Victoria
La Calle Compás de la Victoria es una vía del distrito Centro de la ciudad de Málaga, España. Se trata de una de las principales calles del barrio de Cristo de la Epidemia, que discurre desde la plaza de la Victoria hasta la plaza del Santuario, en sentido sur-norte.
Inicialmente, la vía formaba parte del conjunto del Santuario de la Victoria, funcionando como una alameda de entrada al santuario, a la que se accedía a través de una puerta monumental situada en la plaza de la Victoria, hoy día desaparecida. Con motivo de las desamortizaciones, la alameda se integró en el viario público y comenzó la construcción de edificios a sus lados. En 1862 se la nombró calle de Alfonso XII hasta que en 1931, con la proclamación de la República, tomó su nombre actual.
La calle conserva casi el mismo aspecto que en 1875, cuando se configuró como el lugar de residencia de la clase administrativa de Málaga, denominada la clase de "chupa y tira", que significa "aparentar antes que comer", ya que solían tomar almejas por ser uno de los productos más baratos en el pasado.
Entre sus edificios destaca en antiguo Consulado Alemán, situado en el nº 5, obra de Manuel Rivera Valentín de 1881.